# 王寶萱
王寶萱（1982年2月7日—），臺灣社運、政治人物，擔任過桃園航空城反迫遷聯盟發言人、台灣人權促進會副秘書長。任職於國立臺北藝術大學，長期為土地正義、轉型正義發聲。現為臺北藝術大學藝術社會實踐暨推廣教育中心助理研究員，曾任時代力量台北黨部主任委員、時代力量決策委員、時代力量選舉委員。2016年曾代表綠黨社會民主黨聯盟參選桃園市第一選舉區（蘆竹、龜山、桃園11里）的立法委員。2023年代表時代力量參選2024年立法委員選舉的全國不分區及僑居國外國民立法委員選舉區，於名單中排序第二。

## 生平歷略
王寶萱曾在英國艾塞克斯大學政府系講學，其專長是轉型正義，此外也在國際的人權團體國際特赦組織負責居住人權的倡議。大埔事件後，決定放棄教職，回台投入社會運動。之後擔任台灣人權促進會副秘書長，並開始投入桃園航空城反迫遷聯盟的行動。
2015年，因其立場反對時任桃園市長鄭文燦續推的「桃園航空城」政策，決定以無黨籍身分參選桃園市第一選舉區的立法委員。2015年11月更加入綠黨社會民主黨聯盟，成為該聯盟第11位區域候選人。最終僅獲8.69%的得票，並未當選。
2016年3月1日，受台北市市長柯文哲邀請，擔任市府機要，協助「參與式預算」、「公民參與」等政策工作。2017年9月請辭，之後轉任國立臺北藝術大學主任秘書。
2023年10月，其接受時代力量提名，擔任該黨2024年立法委員選舉的全國不分區及僑居國外國民立法委員選舉區立委候選人，排序第二。
2024年2月，時代力量舉行第四屆決策委員臨時改選選舉，成功當選決策委員同時也是候選人中得票第三名。

## 選舉紀錄
| 年度 | 選舉屆數             | 選舉區                                 | 所屬政黨                | 得票數  | 得票率 | 當選標記 | 備註 |
| ---- | -------------------- | -------------------------------------- | ----------------------- | ------- | ------ | -------- | ---- |
| 2016 | 第九屆立法委員選舉   | 桃園市第一選舉區                       | 綠社 綠黨社會民主黨聯盟 | 15,802  | 8.69%  |          |      |
| 2024 | 第十一屆立法委員選舉 | 全國不分區及僑居國外國民立法委員選舉區 | 時代力量                | 353,670 | 2.57%  |          |      |

## 個人生活
其父王正新，曾任元大人壽董事長。王寶萱在家中排行第二。

## 外部連結
- 王寶萱的Facebook專頁
- YouTube上的王寶萱_公用帳戶頻道